# Juris Bērziņš
Juris Bērziņš (russisch Юрис Берзиньш; * 8. März 1954 in Riga, Lettische Sozialistische Sowjetrepublik) ist ein ehemaliger lettischer Steuermann im Rudern. Er gewann eine olympische Silbermedaille und drei Medaillen bei Weltmeisterschaften.
Der Vierer mit Steuermann von Dinamo Riga mit Artūrs Garonskis, Dzintars Krišjānis, Dimants Krišjānis, Žoržs Tikmers und dem 1,54 m großen Steuermann Juris Bērziņš ruderte bei den Weltmeisterschaften 1979 in Bled auf den zweiten Platz hinter dem Vierer aus der DDR. In der gleichen Besetzung gewannen die für die Sowjetunion startenden Letten auch die Silbermedaille bei den Olympischen Spielen 1980 in Moskau, erneut war nur der DDR-Vierer vor ihnen im Ziel. Mit Wiktor Omeljanowytsch für Garonskis belegte der sowjetische Vierer den dritten Platz hinter den Booten aus der DDR und den USA bei den Weltmeisterschaften 1981 in München. 1982 ruderten die Mitglieder des Vierers von 1981 im Achter, hinter den Neuseeländern und dem DDR-Achter gewann der sowjetische Achter die Bronzemedaille bei den Weltmeisterschaften in Luzern. 1983 war Juris Bērziņš mit dem Achter noch einmal Vierter bei den Weltmeisterschaften in Duisburg.